# Saint-Céols
Saint-Céols är en kommun i departementet Cher i regionen Centre-Val de Loire i de centrala delarna av Frankrike. Kommunen ligger  i kantonen Les Aix-d'Angillon som tillhör arrondissementet Bourges. År 2022 hade Saint-Céols 13 invånare.

## Befolkningsutveckling
Antalet invånare i kommunen Saint-Céols
Referens:INSEE